# Chalcionellus decemstriatus
Chalcionellus decemstriatus är en skalbaggsart som först beskrevs av P. Rossi 1792.  Chalcionellus decemstriatus ingår i släktet Chalcionellus och familjen stumpbaggar. Enligt den svenska rödlistan är arten sårbar i Sverige. Arten förekommer i Götaland, Gotland och Öland. Artens livsmiljö är jordbrukslandskap.

## Underarter
Arten delas in i följande underarter:
- C. d. decemstriatus
- C. d. tingitanus